# خايرو مونتانيو
خايرو مونتانيو هو لاعب كرة قدم إكوادوري في مركز الدفاع، ولد في 9 يوليو 1979 في الإكوادور. شارك مع منتخب الإكوادور لكرة القدم. أما مع النوادي، فقد لعب مع سوسيداد ديبورتيفو كيتو ونادي برشلونة ونادي ديلفين.

## وصلات خارجية
- خايرو مونتانيو على موقع قاعدة بيانات كرة القدم.إي يو (الإنجليزية)
- خايرو مونتانيو على موقع ناشيونال فوتبول تيمز (الإنجليزية)